# Традиджитал-арт

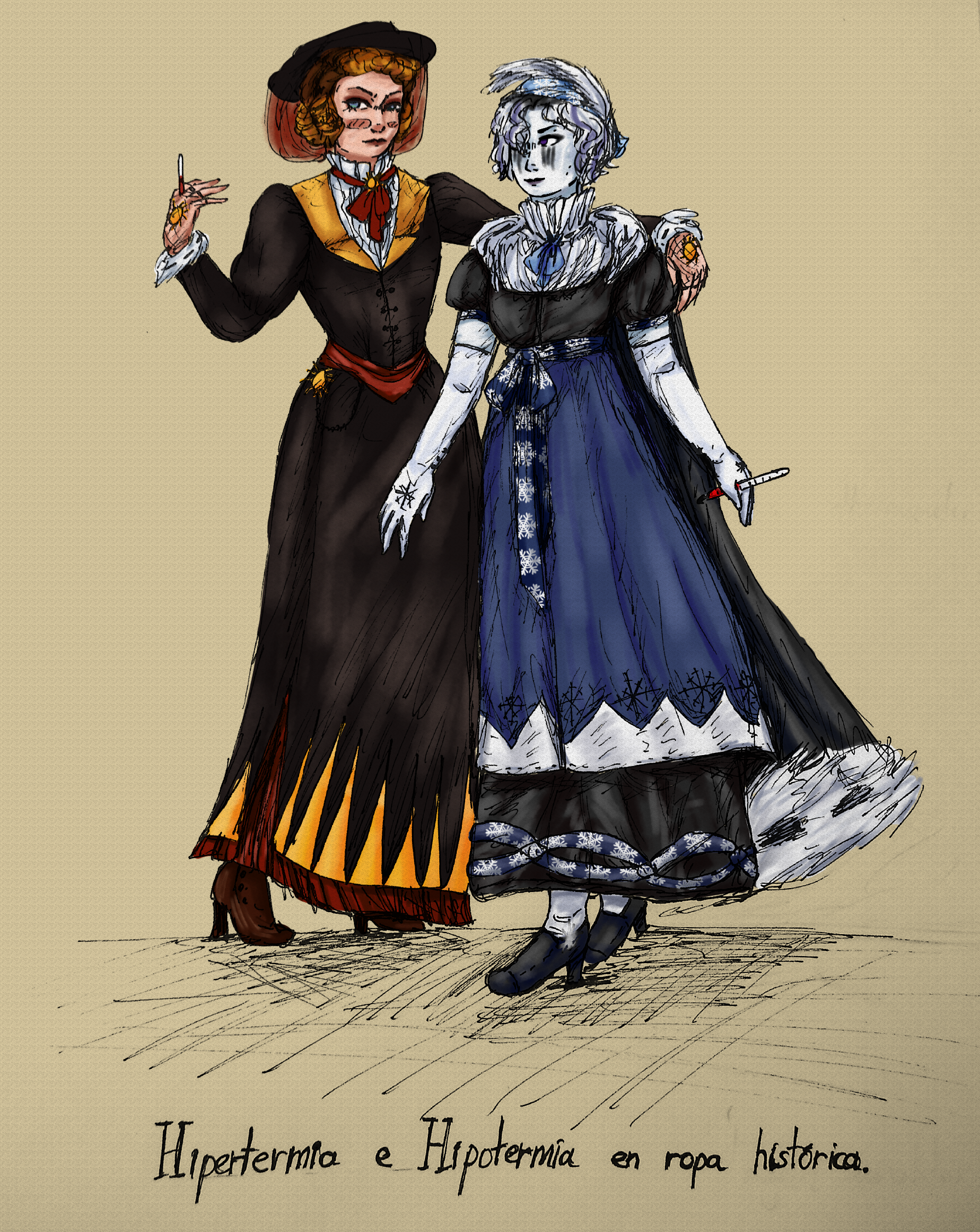
Изображение выполнено как традиционным, так и цифровым методом: традиционный штриховой рисунок, цифровое окрашивание.

Традиджитал-арт (англ. Tradigital art; также традиджитальное искусство) ― направление в современном искусстве, которое сочетает в себе как традиционные, так и компьютерные методы для создания произведений. 

## История

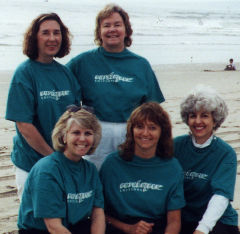
Коллектив Unique Editions. Вверху, слева направо: Бонни Лхотка, Джудит Монкрифф; внизу, слева направо: Дороти Краузе, Карин Шминке, Хелен Голден

Термин «традиджитал-арт» был предложен художницей Джудит Монкрифф. В начале 1990-х годов, будучи преподавателем в Тихоокеанском северо-западном колледже искусств, Монкрифф изобрела новый цифровой носитель под названием «традиджитал». В школе проводился конкурс между учениками Монкриффа, которые использовали этот носитель для электронного комбинирования всего: от фотографий костюмов до фотокадров из видеокассет танцоров-исполнителей.
Джудит Монкрифф была одним из пяти основателей коллектива цифрового искусства под названием Unique Editions. Эти пятеро художников ― Хелен Голден, Бонни Лхотка, Дороти Краузе, Джудит Монкрифф и Карин Шминке, ― объединили свой опыт работы с традиционными студийными медиа-технологиями и цифровыми изображениями, занявшись созданием оригинальных произведений изобразительного искусства. Художники встретились в июне 1994 года в мастерской Beyond the Digital Print, организованной Краузе в Массачусетском колледже искусства и дизайна в Бостоне. Разнообразный творческий опыт художников проявился в их смешанном подходе к использованию компьютерных технологий в качестве инструмента для создания новых произведений искусства. Хотя каждое изображение задумано и выполнено, по крайней мере частично, на компьютере, диапазон их работ включает в себя уникальные картины, коллажи, поляроидные изображения, монотипии и принты на таких разнообразных подложках, как холст, бумага ручной работы и тисненый металл. Монкрифф использовала термин «традиджитал-медиа», чтобы описать это слияние традиционных и цифровых инструментов и «традиджитализм» в качестве названия для этого нового движения. Unique Editions также занималась исследованиями и связями с общественностью в целях изучения технологий и продвижения цифрового искусства. Группа живописцев наладила связи с разработчиками аппаратного и программного обеспечения, чтобы улучшить их функционал с точки зрения художника. Их деятельность послужила демонстрацией остальному миру искусства роли цифровых технологий в мастерской художника. Unique Editions прекратили свою деятельность в 1997 году; однако Голден и Монкрифф продолжили работать вместе в коллективе под названием Tradigital Fine Art.
Независимо от Unique Editions, в начале 1990-х годов пенсильванская художница Лиза Урэй разработала стиль изобразительного искусства, который сама назвала «ренессанс метафизических образов». Прототипы её произведений искусства были сделаны из цветных копий, цветных фотографий или плёночных негативов. Урэй впоследствии познакомилась с творчеством Джудит Монкрифф и также начала использовать термин «традиджитал» для описания жанра своих работ.

## Прочие примеры использования термина
В 2002 году термин «традиджитал» получил широкое распространение, когда американский кинопродюсер Джеффри Катценберг назвал «традиционной анимацией» смешения компьютерной анимации с классическими методами рисованной мультипликации, «бесшовным сочетанием методов двумерной и трёхмерной анимации». В качестве примеров этого смешения он привёл такие мультипликационные работы, как История игрушек, Муравей Антц, Шрек, Ледниковый период и Спирит: Душа прерий. Он полагал, что сам Уолт Дисней одобрил бы изменения в технике создания мультфильмов сегодня. Журнал Animation World Magazine писал о традиционном телевидении и влияние традиционной анимации на процессы пре- и постпродакшн телевизионных шоу.
Традиджитальная печать ― это экспериментальный подход к печати с использованием современных технологий. В одной из форм традиционной печати печатники используют компьютеры для получения позитива для передачи ультрафиолетовых фотографий на планшеты и экраны. В другой форме основное внимание уделяется выводу цифровой печати, предполагающему использование методов трафаретной, рельефной или глубокой печати. Например, типография Josephine Press использует технику, которая сочетает использование архивных цифровых отпечатков с традиционными методами, такими как глубокая печать, гравюра на дереве и литография. Процесс позволяет художнику создавать многоцветное изображение, работать с коллажами и другими смешанными работами, которые можно отсканировать и воспроизвести. Традиджитальная печать значительно расширяет возможности создания изображений, в то же время воспроизводя оригинальную ручную технику репродукции. 
Одна из статей в Wall Street Journal была посвящена традиционным креативам, которые назывались «голосом завтрашнего дня» и противопоставлялись как «традиционалистам», так и «диджиталистам.